# Bralon Taplin
Bralon Taplin (ur. 8 maja 1992 w Saint George’s) – grenadyjski lekkoatleta specjalizujący się w biegach sprinterskich. Na początku kariery reprezentował Stany Zjednoczone.
Bez powodzenia startował na igrzyskach Wspólnoty Narodów w Glasgow (2014). W tym samym roku zdobył srebro w biegu na 400 metrów podczas młodzieżowych mistrzostw NACAC. Czwarty zawodnik halowych mistrzostw świata w Portland (2016). W tym samym roku zajął 7. miejsce podczas igrzysk olimpijskich w Rio de Janeiro.
Złoty medalista mistrzostw NCAA.
Został dwukrotnie ukarany dyskwalifikacją za naruszenie przepisów antydopingowych – w kwietniu 2019 nie stawił się na kontrolę dopingową po zawodach Grenada Invitational Athletics Competition, za co otrzymał czteroletnią dyskwalifikację (do 2023), a w listopadzie 2019 po raz trzeci w ciągu roku nie znajdował się w miejscu wskazanym przedstawicielom agencji antydopingowej, za co otrzymał kolejną czteroletnią dyskwalifikację, po odwołaniu zmniejszoną do trzech lat (od 2023 do września 2026).

## Osiągnięcia
| Rok  | Impreza                       | Miejsce        | Konkurencja        | Lokata     | Wynik |
| ---- | ----------------------------- | -------------- | ------------------ | ---------- | ----- |
| 2014 | Igrzyska Wspólnoty Narodów    | Glasgow        | bieg na 400 metrów | półfinał   | 46,68 |
| 2014 | Młodzieżowe mistrzostwa NACAC | Kamloops       | bieg na 400 metrów | 2. miejsce | 45,52 |
| 2015 | Igrzyska panamerykańskie      | Toronto        | bieg na 400 metrów | eliminacje | 47,61 |
| 2015 | Mistrzostwa świata            | Pekin          | bieg na 400 metrów | eliminacje | 46,27 |
| 2016 | Halowe mistrzostwa świata     | Portland       | bieg na 400 metrów | 4. miejsce | 46,56 |
| 2016 | Igrzyska olimpijskie          | Rio de Janeiro | bieg na 400 metrów | 7. miejsce | 44,45 |
| 2018 | Halowe mistrzostwa świata     | Birmingham     | bieg na 400 metrów | eliminacje | DQ    |

## Rekordy życiowe
- Bieg na 200 metrów (stadion) – 20,83 (5 sierpnia 2012, San Angelo)
- Bieg na 200 metrów (hala) – 20,80 (17 stycznia 2015, College Station)
- Bieg na 300 metrów (hala) – 31,97 (14 lutego 2017, Ostrawa) rekord Grenady
- Bieg na 400 metrów (stadion) – 44,38 (15 lipca 2016, Monako)
- Bieg na 400 metrów (hala) – 44,88 (3 lutego 2018, College Station) 5. wynik w historii światowej lekkoatletyki